# Sergio Pablos
Sergio Pablos est un animateur, scénariste et réalisateur espagnol, né en 1970. Il est notamment connu comme le créateur de la franchise Moi, moche et méchant pour Universal Pictures.

## Carrière
Sergio Pablos désirait travailler dans l'animation dès le plus jeune âge. Il commence à y travailler au milieu des années 80, ce qui permettra plus tard à Sergio Pablos d'intégrer un secteur en pleine croissance. En effet, au début des années 90, Disney lance parmi ses plus grands succès (La Belle et la Bête en 1991, Aladdin en 1992, Le Roi Lion en 1994). Le secteur de l'animation est alors en plein essor, ce qui permet à l'animateur de trouver une place dans des studios de taille modeste à Los Angeles. Dans le milieu des années 90, il est engagé par le studio parisien de Disney. Ainsi, il travaille sur Le Bossu de Notre-Dame et sur Hercule en tant qu'animateur. Puis, pour le studio Disney de Los Angeles, il supervise la création de personnage du film Tarzan puis travaille sur La Planète au Trésor, qui est son dernier film en tant qu'employé de Disney.
En effet, en 2002 il quitte l'entreprise pour retourner en Espagne. Deux ans plus tard, il crée propre studio d'animation, SPA Studios (Sergio Pablos Animation Studios), qui a deux activités principales. La première activité est une offre de service pour d’autres studios : Universal, Blue Sky, Warner ou Disney font partie des clients. Il s’agit de créer des designs de personnages, des développements visuels ou des scénarimages. Cette activité est moins risquée pour l'entreprise, et lui permet de financer la deuxième, soit le développement de ses propres projets. Le meilleur exemple est Klaus qui voit ses droits acquis en novembre 2017 par Netflix pour une diffusion en décembre 2019.

## Filmographie
- Le Voyage d'Edgar dans la forêt magique en tant qu'animateur principal.
- Dingo et Max en tant que concepteur de personnages.
- Le Bossu de Notre-Dame en tant que concepteur de personnages.
- Hercule en tant qu'assistant animateur.
- Tarzan en tant que superviseur de conception de personnages.
- La Planète au trésor : Un nouvel univers en tant que concepteur de personnages.
- Stuart Little 3 en tant que concepteur de personnages.
- Moi, moche et méchant en tant que producteur exécutif et créateur de l'histoire.
- Rio en tant que concepteur de personnages.
- Moi, moche et méchant 2 en tant que créateur de personnage (non crédité).
- Les Minions en tant que créateur de personnage (non crédité).
- Moi, moche et méchant 3 en tant que créateur de personnage.
- Yéti et Compagnie en tant que producteur exécutif.
- Klaus en tant que réalisateur, scénariste et producteur.